# باقرآباد فاضل
باقرآباد فاضل، روستایی از توابع بخش مرکزی شهرستان نظرآباد در استان البرز ایران است.

## جمعیت
این روستا در دهستان احمدآباد قرار دارد و براساس سرشماری مرکز آمار ایران در سال ۱۳۸۵، جمعیت آن زیر سه خانوار بوده‌است.